# Ilme
Ilme er en  32,6 kilometer lang biflod fra venstre,  til floden Leine i  den tyske delstat Niedersachsen. 

## Geografi
Ilme har sit udspring i dammen  Neuer Teich midt i  landskabet Solling i en højde af 340 moh.. Den løber mod nord til Dassel, og derfra i østlig retning gennem Markoldendorf til Einbeck, hvorefter den løber ud i Leine i nærheden af Volksen i en højde af 105 moh.